# Alexander Armah
Alexander Armah (Lawrenceville, 17 maggio 1994) è un giocatore di football americano statunitense che milita nel ruolo di fullback per i New Orleans Saints della National Football League (NFL).

## Carriera

### Carolina Panthers
Armah al college giocò a football alla University of West Georgia. Fu scelto dai Carolina Panthers nel corso del terzo giro (77º assoluto) del Draft NFL 2017. Il 19 settembre 2017 fu promosso nel roster attivo e debuttò come professionista subentrando nella gara del terzo turno contro i New Orleans Saints.